# 廣川廟
廣川廟位於四川省南充市南部縣，文物遺址年代判定為明。2012年7月16日公佈為第八批四川省文物保護單位。
廣川廟位於四川省南充市南部縣石泉鄉廣川村貓兒岩。建築規模較大，保存完整，由前殿、後殿和左右廂房組成四合院式寺廟建築，占地面積1400平方公尺。坐西向東，均為單簷歇山式頂，青瓦屋面，建於明代。中殿面闊五間22.5公尺，進深11.3公尺，臺階高1.1公尺，寬2.5公尺，前施七級路道，為十櫞袱屋前櫞袱剳牽用六柱對四櫞袱的抬梁房架；後殿面闊五間23.8公尺，進深12.5公尺，為十二櫞袱屋前櫞袱剳牽用六柱對四櫞袱的抬梁房架；左右廂房各面闊二間7.8公尺，進深6.28公尺。前、後殿用料大，柱經均在40-60公釐；柱礎方形低矮，幾與地平。廣川廟梁上題記為“明崇禎九年（1636）”，原名萬源寺，後來湖廣盧縣（今江西）人來此建會館，易名廣川廟；廂房為清咸豐年間增建。1996年，廣川廟被南部縣人民政府公佈為縣級文物保護單位。